# Брюгье, Фрэнсис
Фрэнсис Брюгье (англ. Francis Joseph Bruguière; 15 октября 1879, Сан-Франциско — 8 мая 1945, Middleton Cheney, Англия) — американский художник, режиссёр-импровизатор и фотограф-экспрессионист
.

## Семья
Фрэнсис Брюгье родился в Сан-Франциско, штат Калифорния, в богатой семье банкира Эмиля Антуана Брюгье (1849—1900) и Жозефины Фредерике (Сатер) Брюгьер (1843—1915). Он был младшим из четырёх сыновей и получил домашнее образование. Его братьями были художник и врач Педер Сатер Брюгьер (1874—1967), Эмиль Антуан Брюгюре-младший (1877—1935) и Луи Сазер Брюгьер (1882—1954), который женился на богатой наследнице Маргарет Пост Ван Ален. Он также был внуком банкира Педера Сазера. Его мать умерла в 1915 году утонув вместе с британским океаническим лайнером SS Arabic, который был пробит немецкой подводной лодкой.

## Творчество
В 1905 году, изучив живопись в Европе, Брюгье познакомился с фотографом и промоутером современного искусства Альфредом Штиглицем (который принял его к себе в качестве научного сотрудника и секретаря). Брюгье создал студию в Сан-Франциско, где занимался изобразительном искусством и фотографией. Получили известность его городские пейзажи этого периода, созданные после землетрясения и пожара (некоторые из них были воспроизведены в книге под названием San Francisco (1918). Он соавтором фотовыставки Панамо-Тихоокеанской экспозиции 1915 года в Сан-Франциско, девять из его фотографий были включены в книгу Джорджа Стерлинга «Город мертвых» (George Sterling. The Evanescent City, 1916).
В 1918 году, после упадка семейного состояния, Брюгье переехал в Нью-Йорк, где зарабатывал на жизнь фотографией для Vanity Fair, Vogue и Harper's Bazaar. Вскоре он был назначен официальным фотографом Нью-Йоркской гильдии театра. В этой роли он сфотографировал актрису британской сцены Розалинду Фуллер, которая дебютировала в спектакле What’s in a Name? (1920) — в дальнейшем она сотрудничала с фотографом всю оставшуюся жизнь.

## Кино
Начав свою карьеру, как художник, Брюгье, как фотограф, экспериментировал с двойной экспозицией, соляризацией, оригинальными процессами обработки плёнки, фотограммами, реакцией разнообразных плёнок на различную выдержку и др., но долгое время об этих экспериментах знали только друзья. В середине 1920-х годов он планировал снять фильм под названием «Путь» (The Way, 1929), изображающий разные этапы жизни человека. Для этого серьёзного проекта Брюгье обратился к модному берлинскому актёру-импровизатору Себастьяну Дростэ и актрисе Розалинде Фуллер, с которой до этого уже работал. Чтобы получить финансирование, Брюгье сделал фотографии запланированных им сцен, но так и не преступил к самим съёмкам из-за внезапной смерти актёра. Поэтому у нас остались только неподвижные изображения, которые говорят о том, что фильм продолжал экспрессионистскую традицию, присущую всему творчеству Себастьяна Дростэ.
В 1927 году он переехали в Лондон, где Брюгье создал с Освеллом Блакстоном первый британский абстрактный фильм «Светлые ритмы». Долгое время считалось, что картина потеряна, но теперь она восстановлена и доступна для просмотра.
Во время Второй мировой войны Брюгье вернулся к живописи
.

## Другие источники
- Enyeart, James (1977) Bruguière: His Photographs and His Life (New York: Alfred A. Knopf)